# Nieuwe Plein

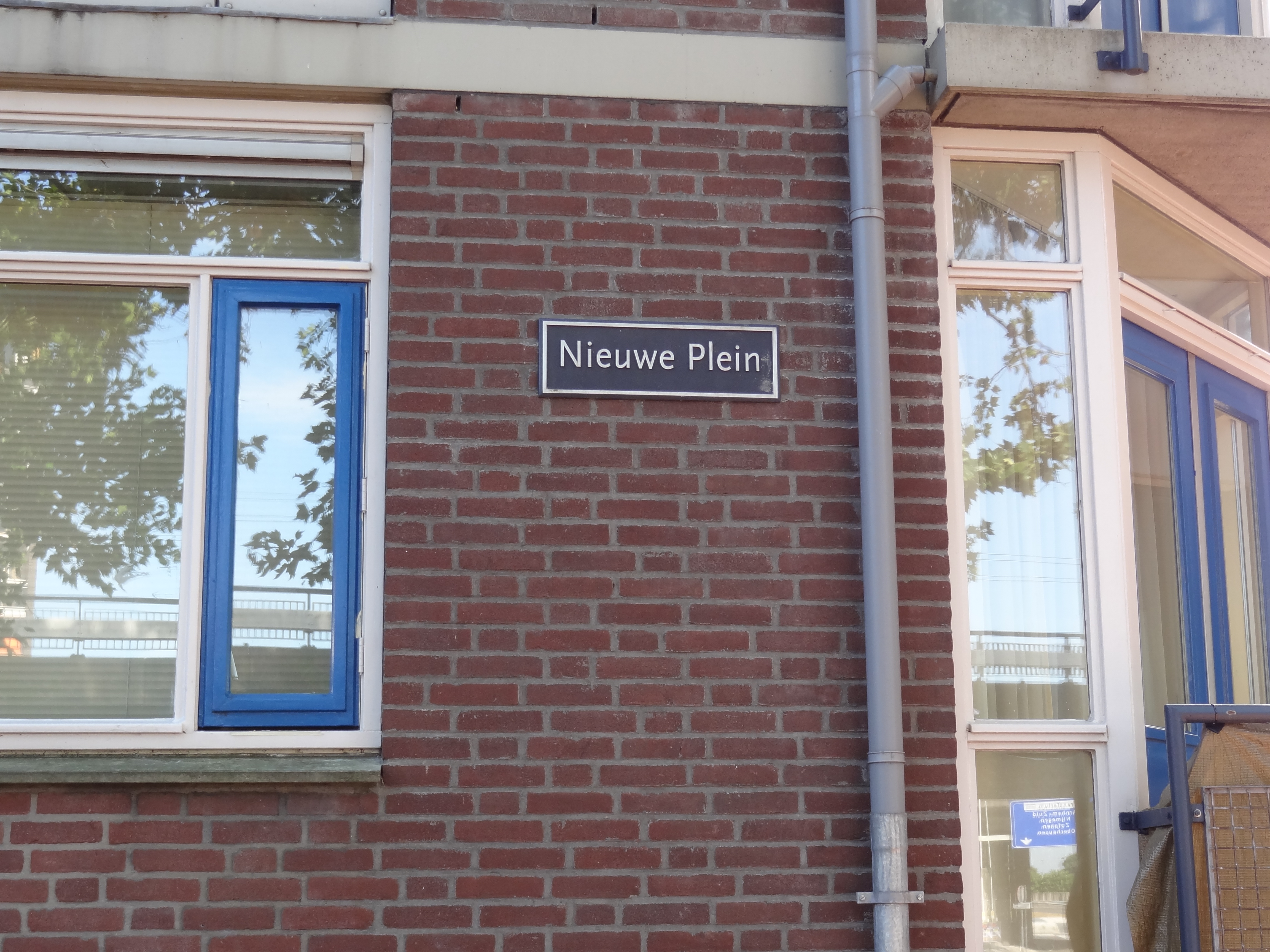
Straatnaambord Nieuwe Plein

Het Nieuwe Plein is een plein in de Nederlandse stad Arnhem, ten noordwesten van het stadscentrum. 
Oorspronkelijk werd het gebied vanaf de Jansstraat en westelijk daarvan onder het Nieuwe Plein genoemd. Na wijzigingen in het Willemsplein, kwam het middelpunt van het plein echter te liggen bij de kruising met de straat Stationsplein. Dit is het verlengde van de Utrechtsestraat.
Het Nieuwe Plein verbindt het stadscentrum met het station Arnhem Centraal. 
Aan het Nieuwe Plein stond tot 1990 de Kleine Eusebiuskerk. In het plan Arnhem Centraal werd eind 20e eeuw het plan gepresenteerd om de ring rond het centrum van Arnhem in één richting te laten rijden. Hiervoor werd onder het Nieuwe Plein de Willemstunnel aangelegd, die in 2000 werd geopend.